# The Periodic Table of Videos

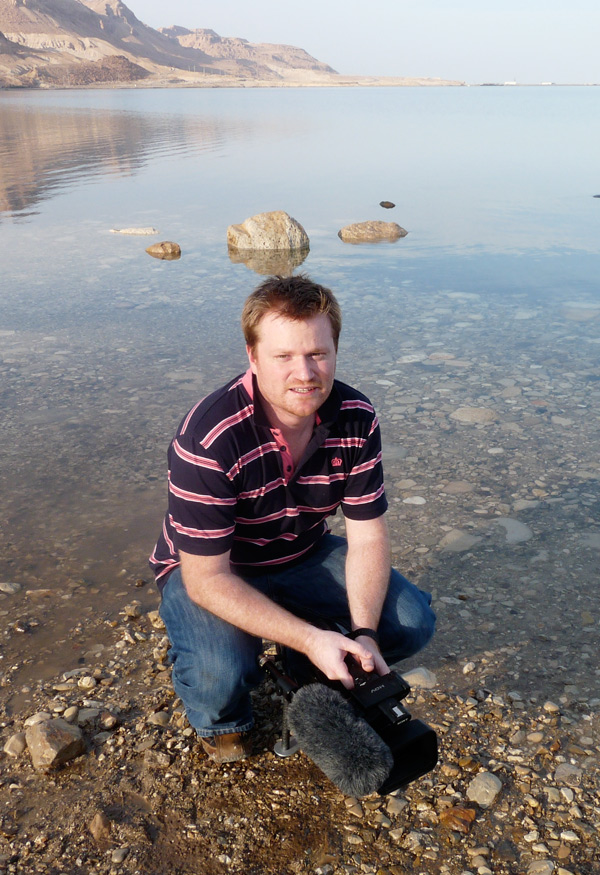
Brady Haran

The Periodic Table of Videos oder kurz Periodic Videos ist eine von Brady Haran – einem ehemaligen Journalisten der BBC – in Zusammenarbeit mit der Universität Nottingham veröffentlichte Serie von Videos über die chemischen Elemente und das Periodensystem der Elemente. Zum Team gehören unter anderem Martyn Poliakoff, Peter Licence, Robert Stockman, Stephen Liddle, Deborah Kays, Neil Barnes, Samantha Tang und andere Mitarbeiter der Fakultät für Chemie. Im Dezember 2017 hatte der Kanal erstmals über eine Million Subscriber.

## Dreharbeiten
Die Dreharbeiten für die Video-Serie begannen im Jahr 2008, wobei für jedes chemische Element ein Video gedreht wurde, jeweils jedoch ohne einem Skript zu folgen. Später wurden die Videos noch einmal in höherer Auflösung und teils ausführlicher aufgenommen.

## Finanzierung
Das Projekt erhielt vom Engineering and Physical Sciences Research Council einen Zuschuss von rund 25.000 Pfund, um weitere Videos anzufertigen.